# Ortacesus
Ortacesus (sardinski: Ortacèsus) je grad i općina (comune) u pokrajini Južnoj Sardiniji u regiji Sardiniji, Italija. Nalazi se na nadmorskoj visini od 161 metar i ima 950 stanovnika.
 Prostire se na 23,63 km². Gustoća naseljenosti je 40 st/km².
Susjedne općine su: Barrali, Guamaggiore, Guasila, Pimentel, Sant'Andrea Frius, Selegas i Senorbì.